# Droit néerlandais
Le droit néerlandais est le droit de tradition civiliste appliqué aux Pays-Bas.

## Histoire du droit néerlandais
Les Provinces-Unies étaient gouvernés par un ensemble de règles coutumières, l’Oud-vaderlands recht qui différait selon les régions, plus ou moins complétées par le droit romain.
Cette période prit fin en 1806 quand la République prit fin et que le Royaume de Hollande fut créé par la France (le roi Louis Bonaparte, troisième frère de Napoléon Bonaparte). L'influence française introduisit la centralisation de l’État, une administration efficace, et un nouveau droit positif (le Code civil). Après la défaite de Napoléon, un nouvel État néerlandais fut créé comprenant les Pays-bas actuels et la Belgique. Les Néerlandais ne souhaitant pas rétablir la diversité légale d'origine, un projet de Code civil néerlandais fut commencé. Après la sécession de la Belgique en 1830, le nouveau Code civil (qui n’était pas encore entré en vigueur) du être révisé pour être débarrassé de l'« influence belge ». Le Code est finalement entré en vigueur en 1838.
Après la Seconde Guerre mondiale, Eduard Meijers fut commissionné pour créer un nouveau Code civil. Après sa mort en 1954, les travaux continuèrent mais le processus fut considérablement ralenti. Néanmoins, le nouveau Code civil est entré en vigueur par étapes de 1970 à 1992. Le livre 4 du Code civil (droit des successions) fut révisé en 2003.

## Sources et application du droit
Le droit néerlandais se base notamment sur le Statut du Royaume des Pays-Bas, applicable à l'ensemble du Royaume (c'est-à-dire à Aruba, Curaçao, et Saint-Martin dans les Caraïbes et les Pays-Bas continentaux en Europe) et sur la Constitution des Pays-Bas applicable aux seuls Pays-Bas continentaux.
Viennent ensuite les traités et conventions internationales, la loi (wet) et enfin la pratique et la jurisprudence (rechtspraak). La notion de loi aux Pays-Bas est à distinguer de celle des autres pays dans le sens où la législation non-formelle peut faire l'objet de dérogation par les municipalités et les juridictions. Ainsi, la consommation du cannabis reste illégale aux Pays-Bas, bien que certaines municipalités appliquent une politique de tolérance (gedoogbeleid) envers celle-ci.
Un juge peut émettre un verdict de culpabilité tout en critiquant la loi et en refusant de sanctionner les coupables dans une affaire touchant à la vente de drogue : ces derniers, s'ils ne cachaient pas leurs revenus aux services fiscaux, sans toutefois respecter le nombre légal de plantes, peuvent échapper à une condamnation même si la justice saisira les plantes en excès.

## Sources

## Compléments